# 1418 az irodalomban
Az 1418. év az irodalomban.

## Születések
- 1418 – Isotta Nogarola itáliai humanista írónő († 1466)

## Halálozások
- március 22. – Dietrich von Nieheim latin nyelven író középkori német krónikaíró (* 1340 vagy 1345 k.)